# Перехватчик

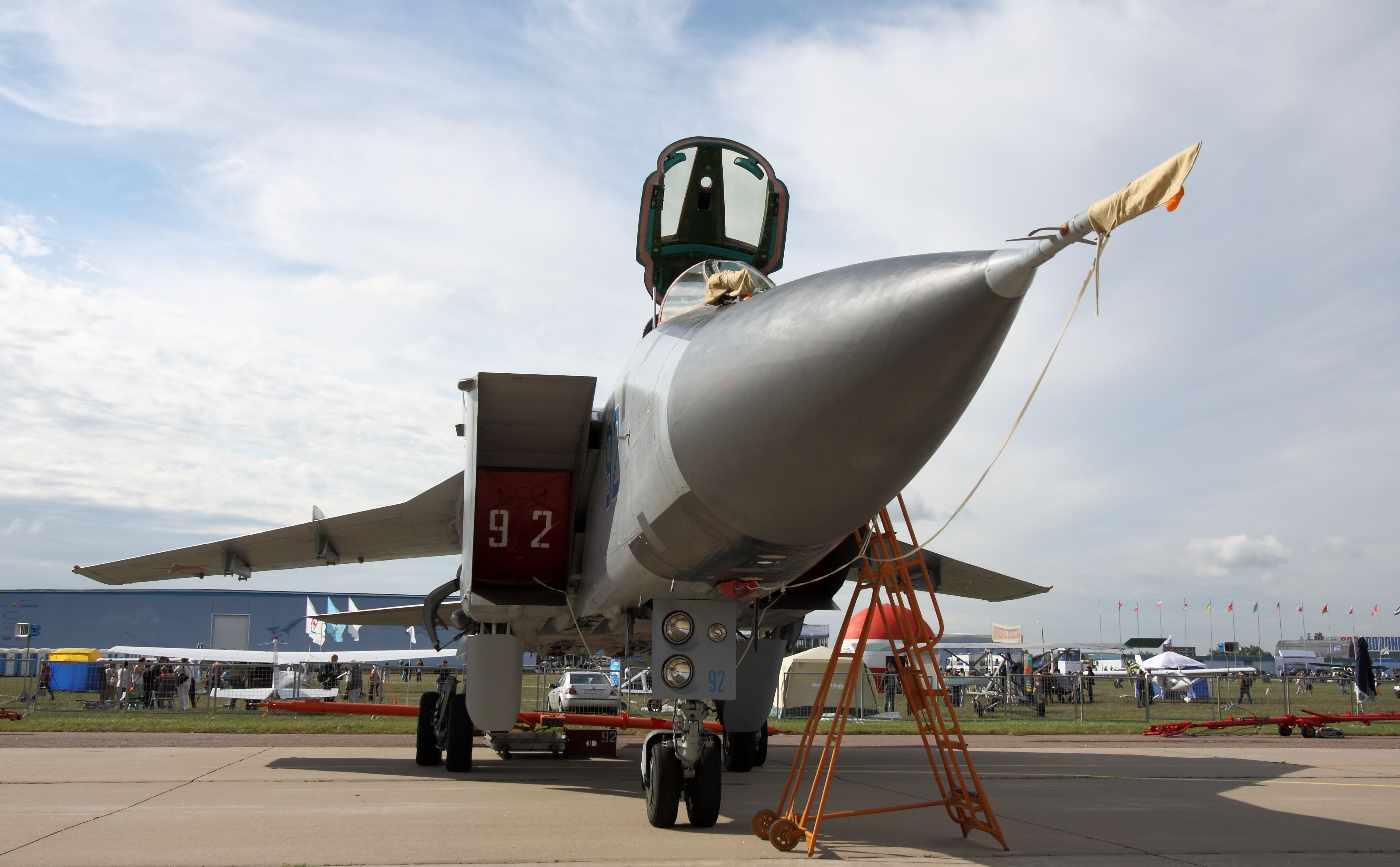
Истребитель-перехватчик МиГ-31БМ

Перехва́тчик, истреби́тель-перехватчик — военный самолёт, предназначенный в первую очередь для уничтожения истребителей, бомбардировщиков и крылатых ракет противника.

## История
Термин «перехватчик» появился в советской военной литературе в начале 1950-х годов в связи с оснащением истребителей некоторых типов бортовыми радиолокационными станциями, которые позволили обнаруживать и поражать воздушные цели при отсутствии визуального контакта. 
Истребители-перехватчики бывают одно- и двухместными (кроме лётчика, в состав экипажа входит оператор бортовых систем вооружения). Совершенствование средств воздушного нападения привело к созданию самолётов, обеспечивающих уничтожение воздушных целей на значительном удалении от обороняемых объектов в любую погоду, днём и ночью, в диапазоне высот от малых до стратосферных.

## Вооружение
На вооружении перехватчиков находятся скорострельные пушки и управляемые авиационные ракеты с различными головками самонаведения (инфракрасными, радиолокационными и другими).

## Модели
Снятые с эксплуатации:
- Су-9 (СССР)
- Су-11 (СССР)
- Су-15 (СССР)
- Як-25 (СССР)
- Як-28 (СССР, Модификация Як-28П)
- Ту-128 (СССР, дальнего действия)
- МиГ-25П (СССР)
- F-89 Scorpion (США)
- Grumman F-14 Tomcat (США)
- Lockheed F-94 Starfire (США)
- Convair F-102 Delta Dagger (США)
- Convair F-106 Delta Dart (США)
- Lockheed F-104 Starfighter (США)
- McDonnell F-101B Voodoo (США)

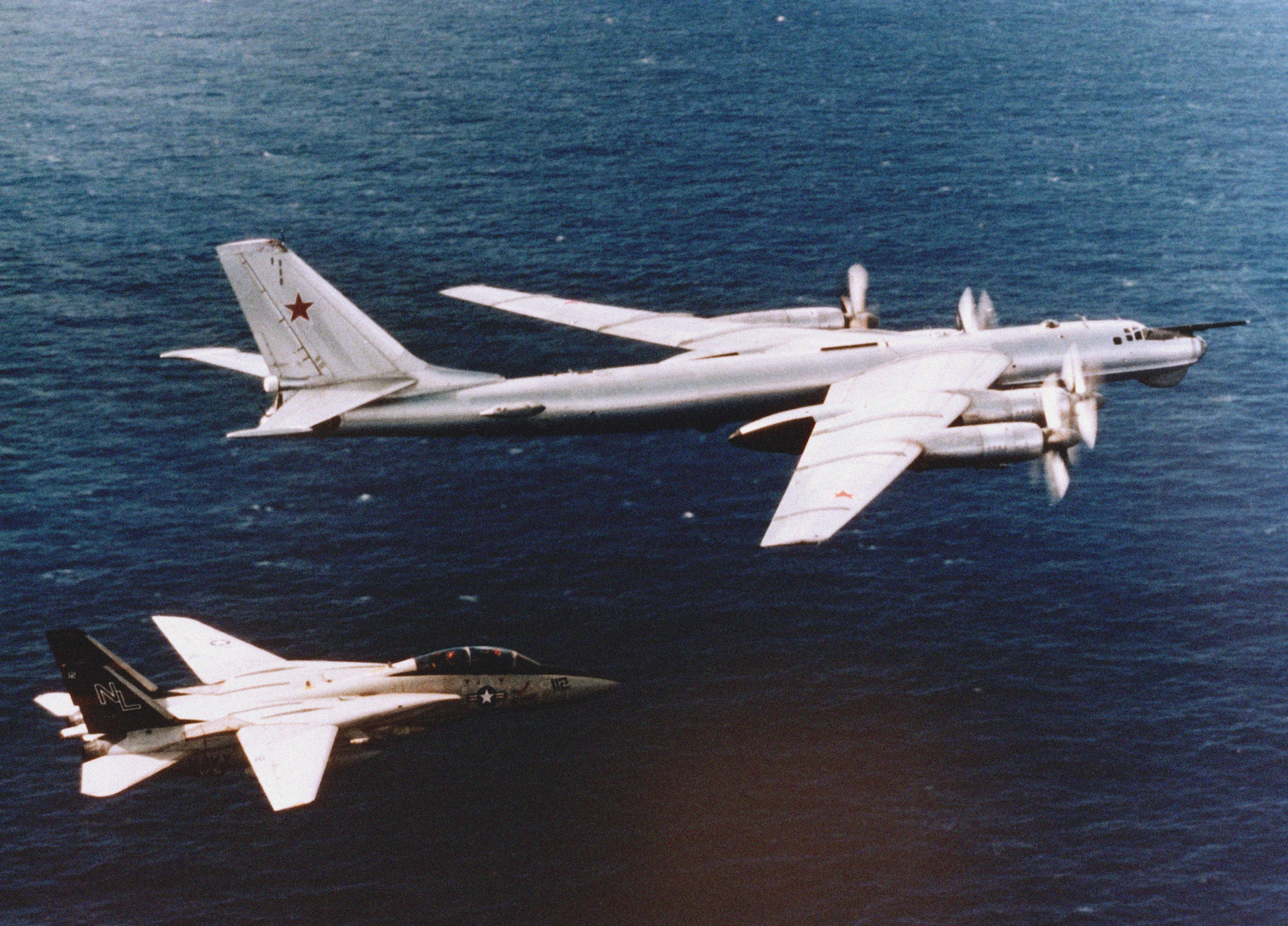
Американский палубный истребитель F-14A после отработки процедуры перехвата сопровождает советский разведчик Ту-95РЦ над нейтральными водами Тихого океана

- McDonnell Douglas F-4 Phantom II (США)
- Saab J35A; B; D; F; J (Швеция)

Эксплуатируются:
- McDonnell Douglas F-15 Eagle (США)
- General Dynamics F-16 Fighting Falcon (США)
- Mitsubishi F-2 (Япония)
- Panavia Tornado (Великобритания, Германия, Италия)
- Dassault Mirage 2000 (Франция)
- МиГ-31 (СССР)
- Су-27 (СССР)

В разработке:
- Перспективный авиационный комплекс дальнего перехвата (ПАК ДП) МиГ-41[1][2]